# Ophioschiza monacantha
Ophioschiza monacantha is een slangster uit de familie Asteronychidae.
De wetenschappelijke naam van de soort werd in 1911 gepubliceerd door Hubert Lyman Clark.